# Большие Егусты

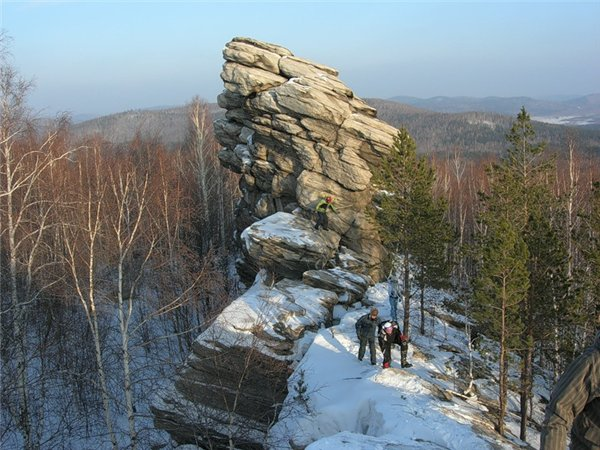
Чёртово городище и Чёртов зуб

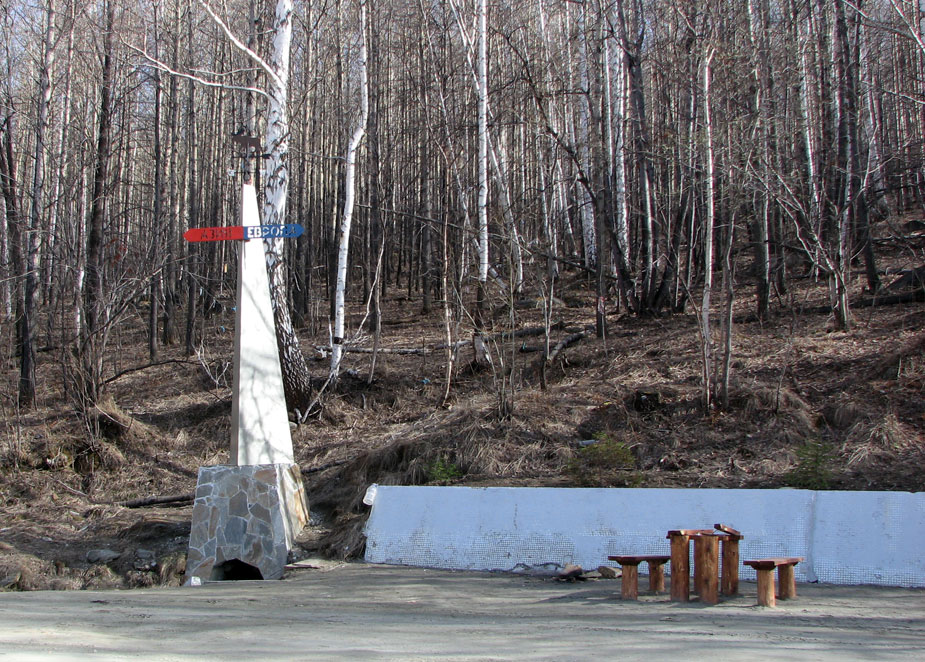
Памятный знак «Европа — Азия»

Большие Егусты (Терегусты) — посёлок в Кыштымском городском округе Челябинской области России.

## История
Основан около 1945 года как поселение при леспромхозе. Большие Егусты К концу 1970-х посёлок стал образцовым лесным участком, Также в нем работали и жили углежоги. Во время перестройки начался кризис: был закрыт клуб, уехал лесничий, была закрыта котельная и лесозаготовка.

## География
Расположен на берегу реки Большой Егусты, по которой получил название. Расстояние до центра городского округа Кыштыма 29 км. Входит в подзону сосново-лиственных лесов. Также рядом протекает река Дурашкина.

## Население
| 2002 | 2010 |
| ---- | ---- |
| 98   | ↘79  |

В 1995 году в посёлке проживали 148 человек. По данным Всероссийской переписи, в 2010 году численность населения посёлка составляла 79 человек (39 мужчин и 40 женщин).

## Достопримечательности
Чёртово городище — каменный гребень протяжённостью около 100 метров, расположенный в трёх километрах от посёлка. Гребень венчает 25-метровая скала причудливой формы, в народе называемая Чёртовым зубом.
Памятный знак «Европа — Азия» — бетонная стела в виде острой трехгранной пирамиды с табличками-указателями «Европа» и «Азия», установлена прямо над родником, от которого начинается ручей, текущий в Азию. Обычно упоминается как расположенный на перевале через хребет Собачьи горы.

## Инфраструктура
Отделение «Почты России».

## Улицы
Уличная сеть посёлка состоит из 2 улиц — Лесной и Уральской.

## Галерея

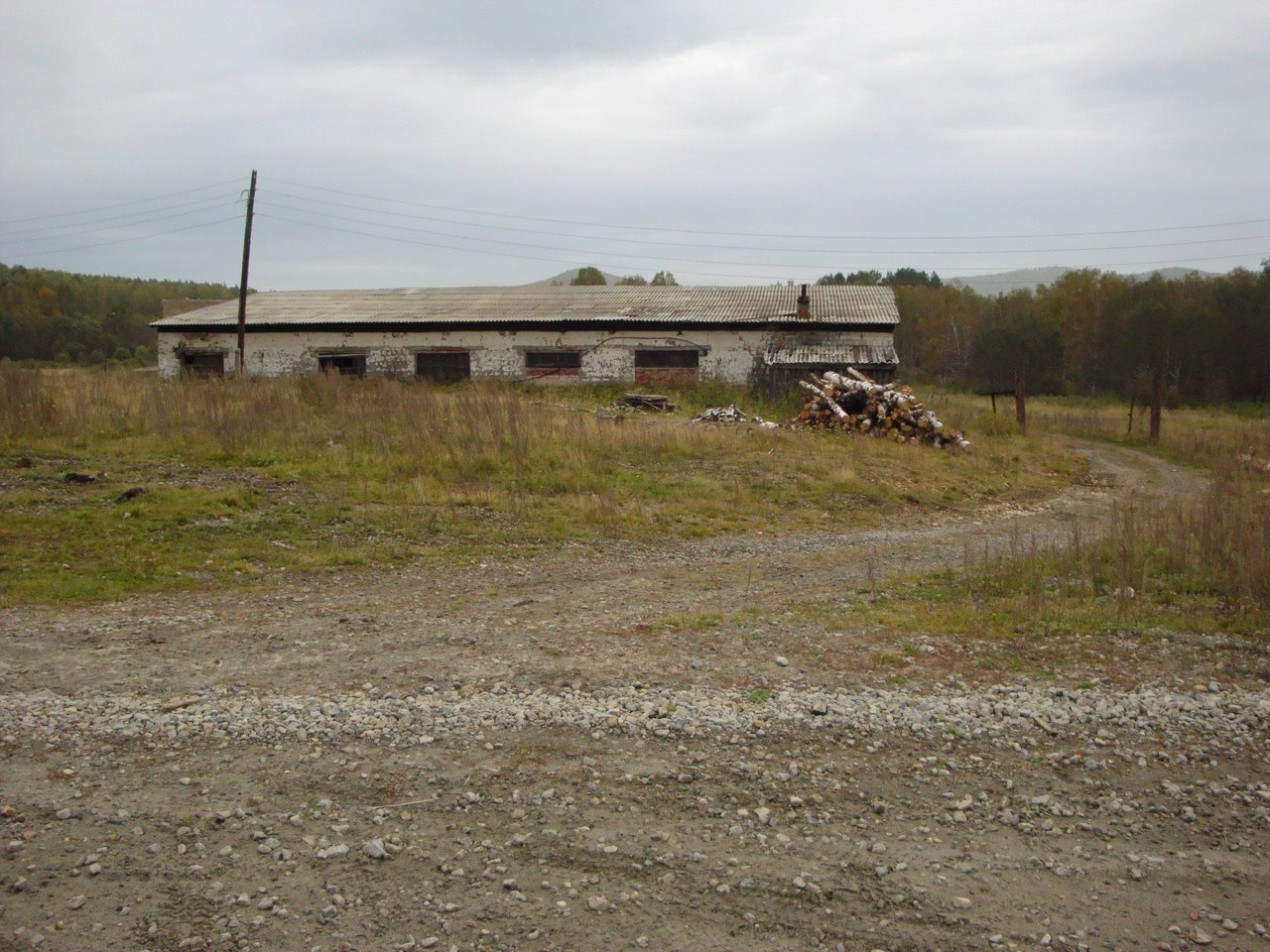
База углежогов
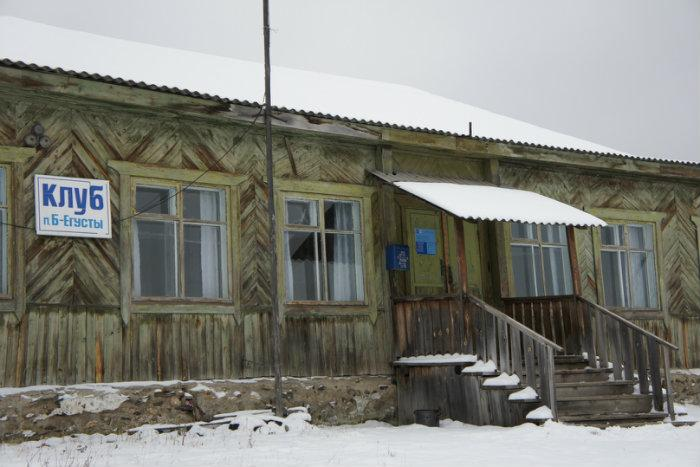
Клуб
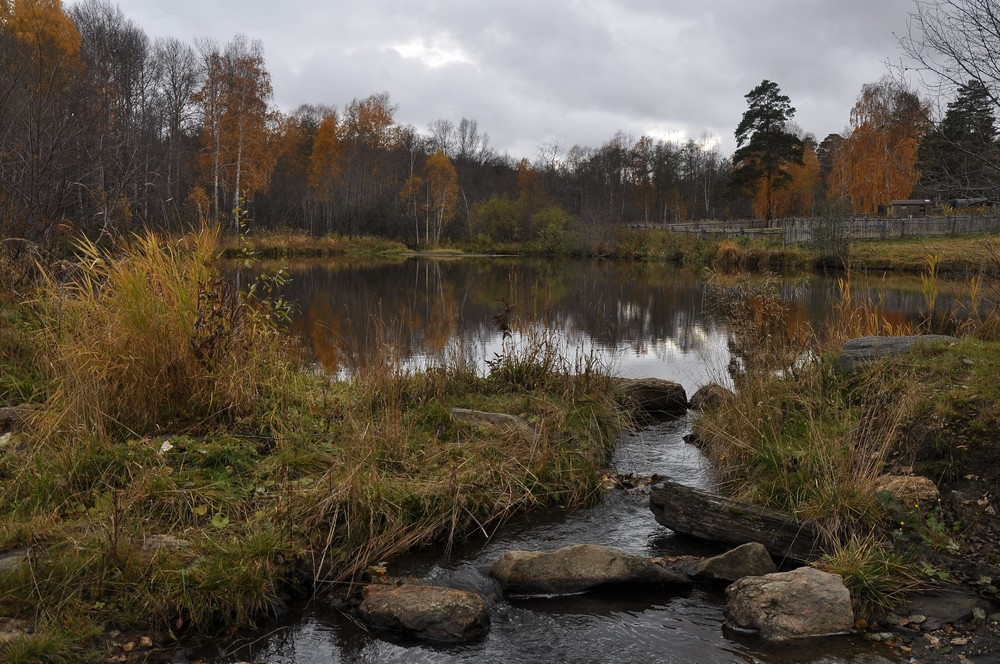
Река Большая Егуста
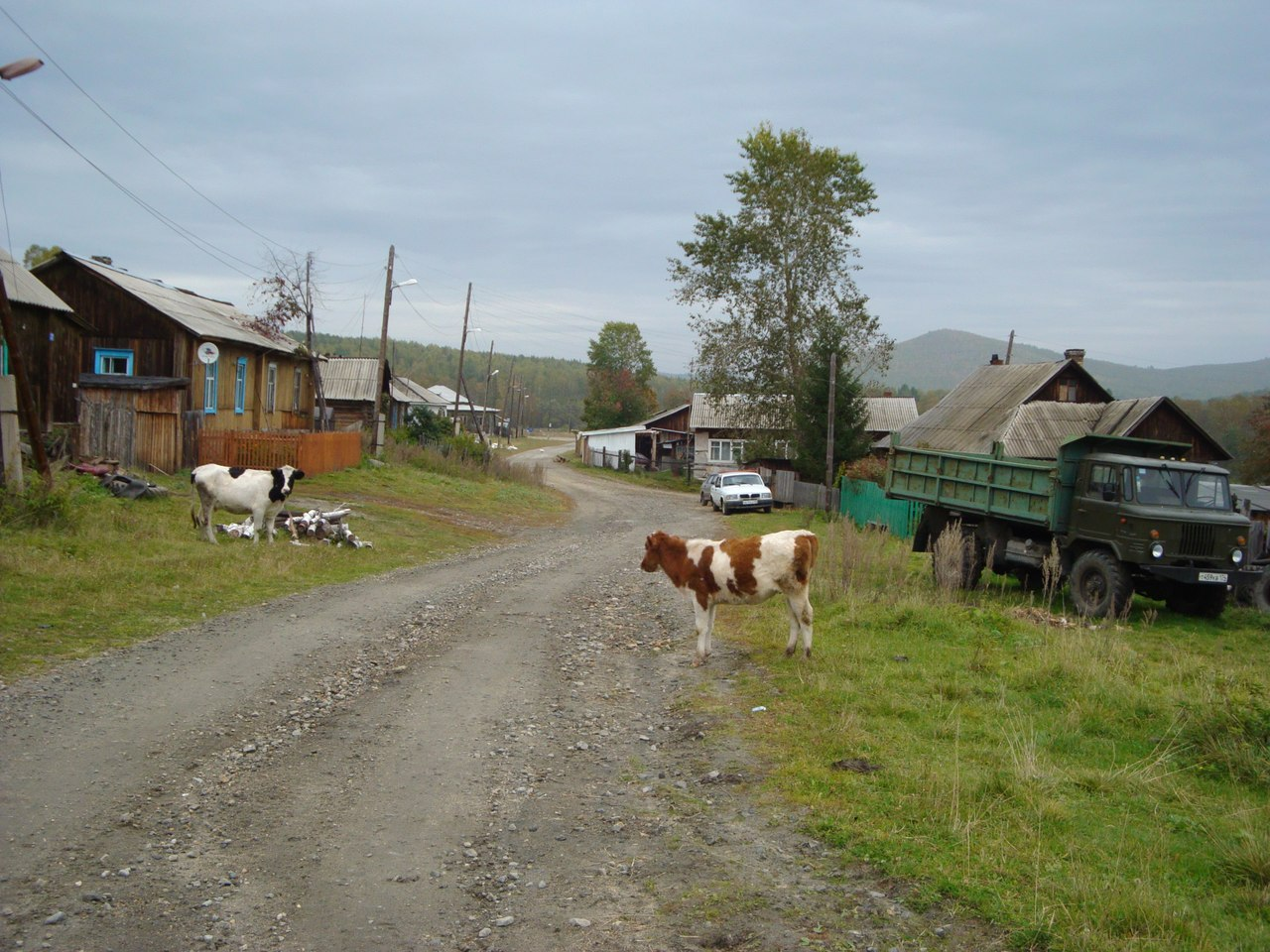
Уральская ул.
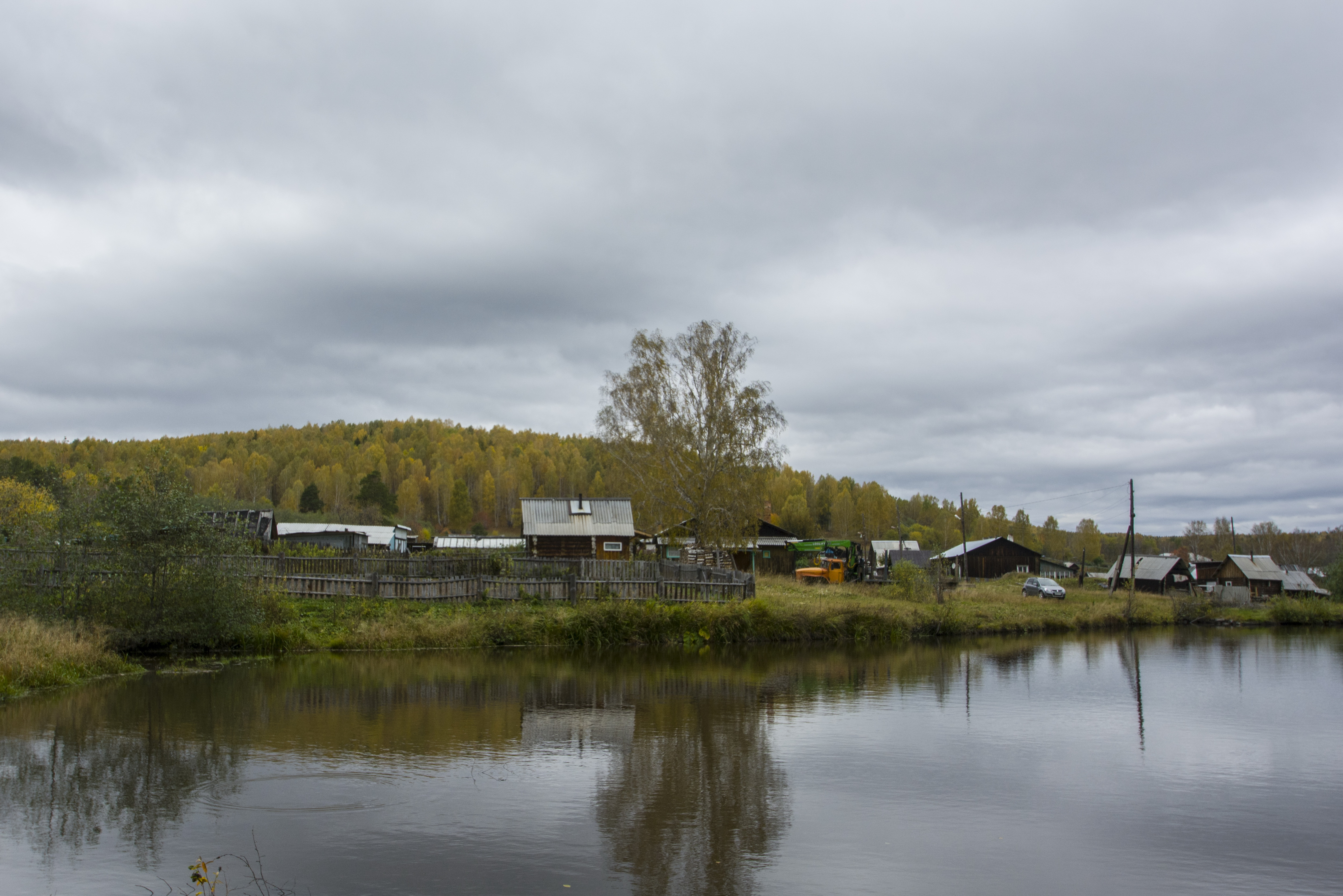
Лесная ул.